# Rusko
Rusko [ˈruskɔ] ist eine südwestfinnische Gemeinde in der Landschaft Varsinais-Suomi mit 6428 Einwohnern (Stand 31. Dezember 2022). Sie gehört zum Großraum Turku und liegt 11 Kilometer nördlich des Stadtzentrums. Die Gemeinde ist einsprachig finnischsprachig.
Außer dem Kirchdorf Rusko gehören zum Gemeindegebiet die Dörfer Asola, Hiidenvainio, Hujala, Kankare, Liukola, Lähteenmäki, Munittula, Märttelä, Papumäki und Uttula. Die erste urkundliche Erwähnung von Rusko stammt aus dem Jahr 1337. Die Kirche von Rusko wurde zwischen 1510 und 1530 erbaut. 1741–44 folgte ein freistehender Glockenstapel. Der Flughafen Turku gehörte früher zu Rusko, sein Gebiet wurde aber mittlerweile der Stadt Turku zugeschlagen. Zum Jahresbeginn 2009 wurde die Nachbargemeinde Vahto eingemeindet.

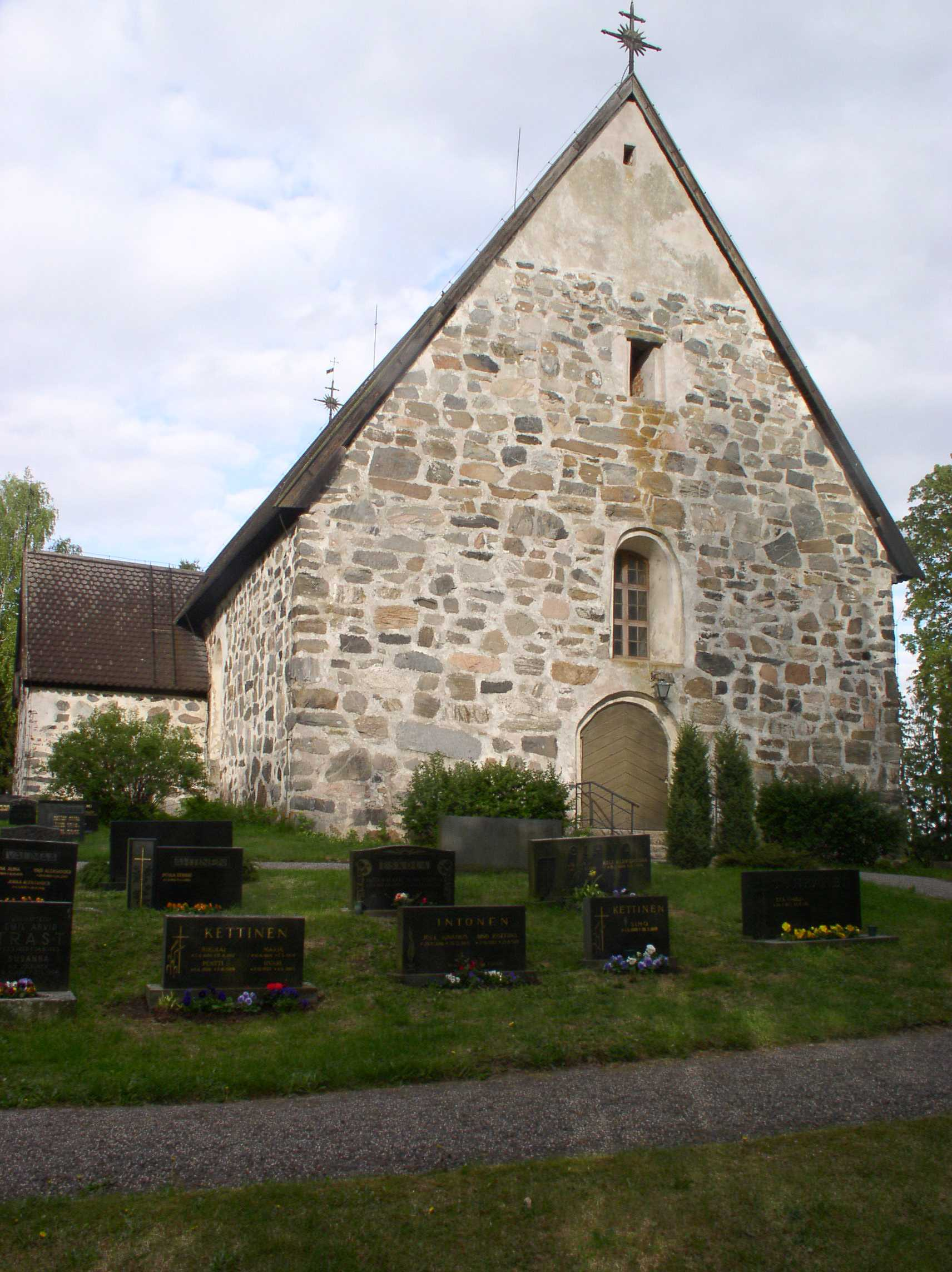
Kirche von Rusko
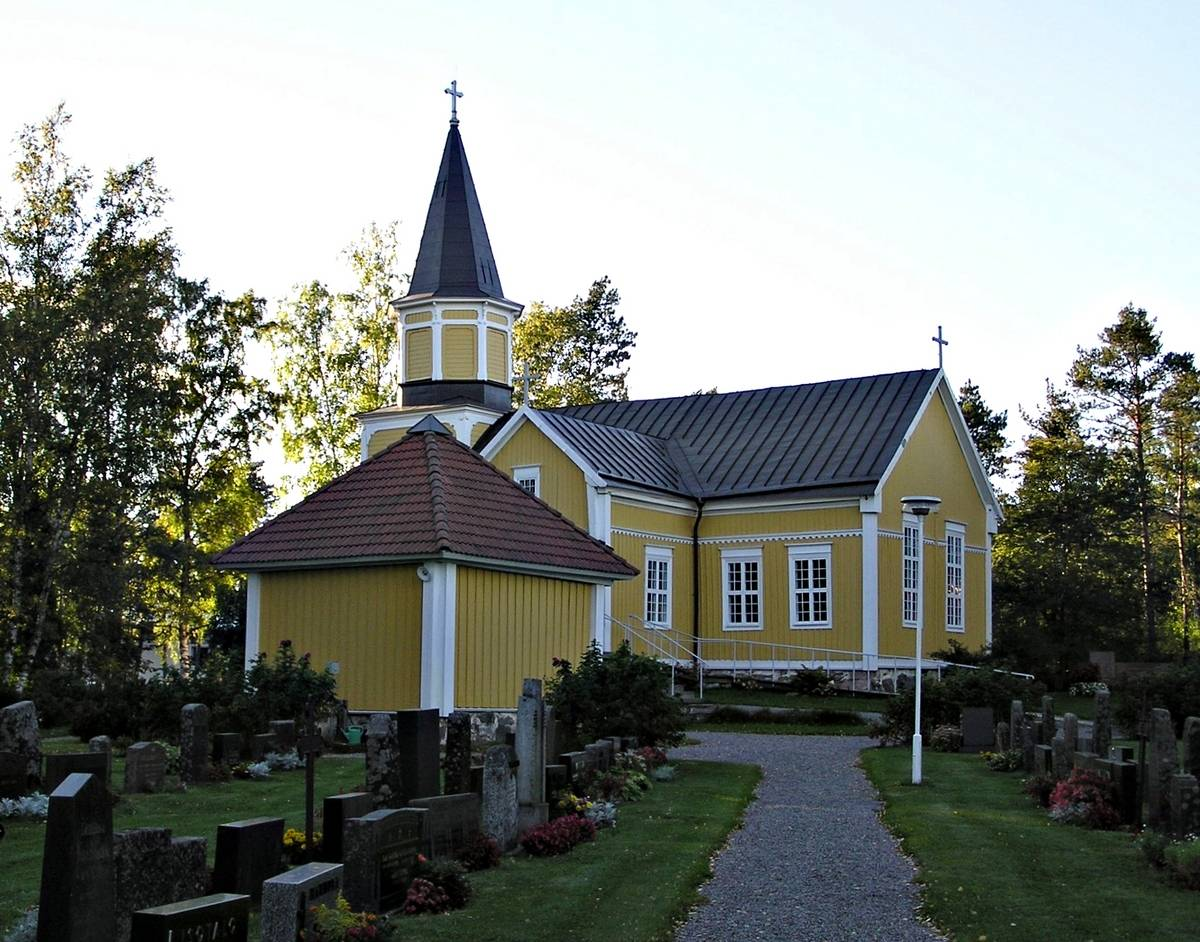
Kirche von Vahto
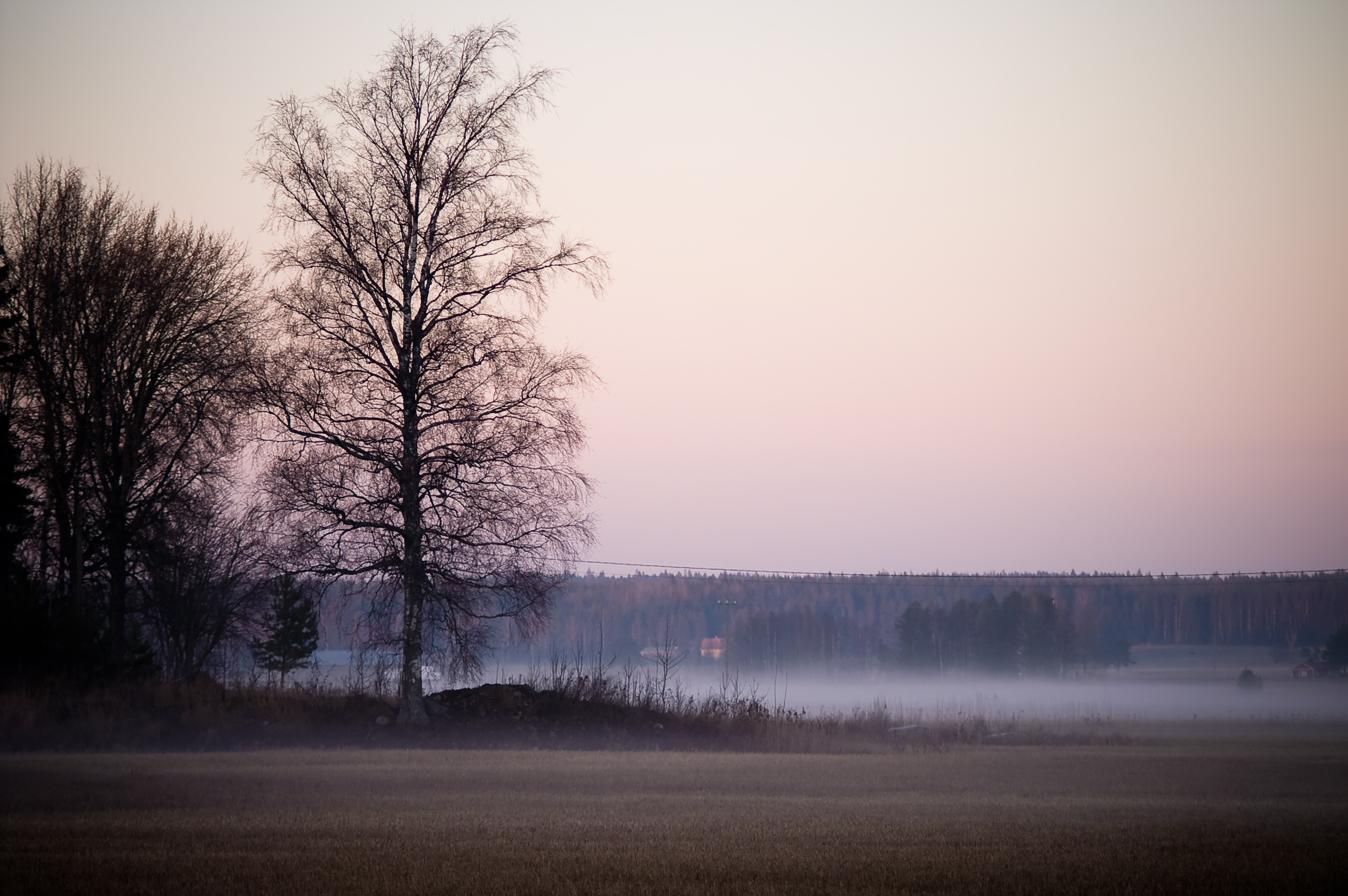
Landschaft bei Vahto